# Eburia sexnotata
Eburia sexnotata är en skalbaggsart som beskrevs av Karl Henrik Boheman 1859. Eburia sexnotata ingår i släktet Eburia och familjen långhorningar. Inga underarter finns listade i Catalogue of Life.